# HD125306
HD125306 — хімічно пекулярна зоря спектрального класу A0, що має видиму зоряну величину в смузі V приблизно  7,2.
Вона  розташована на відстані близько 356,1 світлових років від Сонця.